# Lake Shore Drive (chanson)
Lake Shore Drive est une chanson écrite par Skip Haynes du groupe de rock de Chicago Aliotta Haynes Jeremiah. Initialement enregistré le 7 août 1970, elle est publiée sur l'album du même nom en 1971. La chanson est un hommage à la célèbre Lake Shore Drive, une autoroute de la ville de Chicago.
Malgré le fait que les initiales LSD étaient depuis longtemps une abréviation courante pour cette autoroute, beaucoup de gens ont pensé que la chanson faisait référence au LSD, un psychotrope hallucinogène. De nombreux fans de la chanson et les résidents de Chicago pensent que la chanson dépeint une image musicale exacte de la vie et de la conduite dans le centre-ville de Chicago.
La chanson est présente dans le film américain Les Gardiens de la Galaxie Vol. 2 (2017).

## Autre
- Lucy in the Sky with Diamonds, chanson des Beatles dont les initiales sont également LSD.